# أندرو لويس (ملحن)
أندرو لويس (بالإنجليزية: Andrew Lewis)‏ هو ملحن بريطاني، ولد في 14 مايو 1963 في سوتون إن أشفيلد في المملكة المتحدة.

## وصلات خارجية
- أندرو لويس على موقع ميوزك برينز (الإنجليزية)
- أندرو لويس على موقع ديسكوغز (الإنجليزية)